# 梶屋敷駅
梶屋敷駅（かじやしきえき）は、新潟県糸魚川市大字田伏字川成にある、えちごトキめき鉄道日本海ひすいラインの駅である。

## 歴史
- 1912年（大正元年）12月16日：国鉄信越線の名立駅 - 糸魚川駅間延伸時に開業（一般駅）[2]。
- 1913年（大正2年）4月1日：線路名称改定。信越線の直江津駅 - 糸魚川駅間が北陸本線に編入され、当駅もその所属となる[3]。
- 1968年（昭和43年）5月23日：構内で糸魚川 - 直江津電化工事起工式挙行[4]。
- 1969年（昭和44年）10月1日：貨物の取扱を廃止（旅客駅となる）[5]。
- 1970年（昭和45年）4月13日：荷物の取扱を廃止[6]。同時に無人駅化[7][8]。
- 1987年（昭和62年）4月1日：国鉄分割民営化により西日本旅客鉄道（JR西日本）の駅となる[9]。
- 2015年（平成27年）3月14日：北陸新幹線・長野駅 - 金沢駅間延伸開業に伴いえちごトキめき鉄道へ移管[2]。

## 駅構造

ホーム（2010年）

駅舎に接して単式ホーム1面1線、線路をはさんで島式ホーム1面2線と合計2面3線を有する地上駅である。単式ホームは島式ホームよりも長く、単式ホームが島式ホームより直江津方面に長く伸びている。駅舎は単式ホームの島式ホームより長く延びているところに接して建てられており、島式ホームから駅舎へは島式ホームの直江津方から延びる跨線橋で連絡する。
えちご押上ひすい海岸駅と当駅の間に交直セクションが設けられており、そこを境に糸魚川寄りが交流(20,000V・60Hz)区間・直江津寄りが直流(1500V)区間となっている。
島式ホームの駅舎側の線路は糸魚川方の線路が剥がされており、保守用の待機線となっている。かつては糸魚川方にも接続しており、待避や折り返し運転が可能だった。
当駅は1970年から無人駅となっており、JR西日本時代の末期は糸魚川地域鉄道部が管理していた。駅舎は古くからの木造平屋建てで回廊を持つ。駅舎の内部は改装がされており駅事務室と待合所のほか出札口と改札なども整備され、特別改札で使用されている。一時期自動券売機が設置されていたが、運賃改定に伴い撤去されている。
そのほか島式ホームの上には待合所が一棟設けられている。この内部にはいすが設置されているのみである。

### のりば
| ホーム         | 路線                | 方向 | 行先           |
| -------------- | ------------------- | ---- | -------------- |
| 駅舎側（単式） | ■日本海ひすいライン | 下り | 直江津方面     |
| 反対側（島式） | ■日本海ひすいライン | 上り | 糸魚川・泊方面 |

- 島式ホームの駅舎側の線路は、現在はフェンスが設置され乗降できない。

## 利用状況
近年の1日平均乗車人員は以下の通りである。
| 年度   | 1日平均 乗車人員 |
| ------ | ---------------- |
| 2004年 | 120              |
| 2005年 | 119              |
| 2006年 | 106              |
| 2007年 | 107              |
| 2008年 | 106              |
| 2009年 | 109              |
| 2010年 | 95               |
| 2011年 | 77               |
| 2012年 | 70               |
| 2013年 | 76               |
| 2014年 | 54               |
| 2015年 | 55               |
| 2016年 | 51               |
| 2017年 | 49               |
| 2018年 | 45               |
| 2019年 | 46               |
| 2020年 | 49               |
| 2021年 | 44               |
| 2022年 | 42               |
| 2023年 | 37               |

## 駅周辺
駅周辺には比較的大きな集落があり、駅前には糸魚川信用組合の梶屋敷支店もある。糸魚川の中心部から市街地が続いている。
- 大和川海水浴場
- 梶屋敷郵便局
- 糸魚川信用組合梶屋敷支店
- ひすい農業協同組合（JAひすい）大和川支店
- 糸魚川市立大和川小学校
- 糸魚川市立糸魚川東中学校
- 国道8号
- 糸魚川バス「梶屋敷駅前」停留所
- コメリハード&グリーン梶屋敷店

## 隣の駅
えちごトキめき鉄道
■日本海ひすいライン
えちご押上ひすい海岸駅 - 梶屋敷駅 - 浦本駅